# Iñaki Rueda
Ignacio Rueda (Madrid; 6 de agosto de 1978), más conocido como Iñaki Rueda, es un ingeniero de Fórmula 1 español. Actualmente trabaja en Maranello para la Scuderia Ferrari, tras ser el director de estrategia deportiva del equipo de Fórmula 1.

## Carrera
Rueda comenzó su carrera en el automovilismo cuando corrió en motocross de 1991 a 1999, mientras que de 1997 a 2003 estuvo inscrito en la Universidad de Colorado, donde se graduó con una licenciatura en Ingeniería Mecánica, especializándose en Dinámica, Controles y Sistemas de Vehículos.
Deseoso de trabajar en la Fórmula 1, Rueda completó una maestría en deportes de motor en la Universidad de Cranfield, Reino Unido. Poco después, trabajó para McLaren Electronics, pero quería trabajar en la pista, por lo que en 2005 se unió a Jordan Grand Prix como ingeniero de sistemas. En 2006 se unió al equipo Renault, en el mismo rol.
En 2011, Rueda fue nombrado Chief Strategist de Lotus F1 Team, cargo que ocupó hasta 2014. Luego se transfirió a la Scuderia Ferrari como Jefe de Estrategia de Carrera. En enero de 2021, fue nombrado Director Deportivo de Ferrari.